# Pui de la Solana
El Pui de la Solana és una muntanya de 1.050,1 metres d'altitud del terme municipal de Vall de Cardós, a la comarca del Pallars Sobirà, dins de l'antic terme d'Estaon.
És a l'esquerra de la Noguera de Cardós, a llevant del poble d'Ainet de Cardós.